# خواكين باباليو
خواكين باباليو (بالإسبانية: Joaquín Papaleo)‏ هو لاعب كرة قدم أرجنتيني في مركز حراسة المرمى، ولد في 23 مارس 1994 في سانتا في في الأرجنتين. لعب مع يونيون دي سانتا في.

## وصلات خارجية
- خواكين باباليو على موقع قاعدة بيانات كرة القدم.إي يو (الإنجليزية)
- خواكين باباليو على موقع Soccerway.com (الإنجليزية)